# Carson Clark
Carson Martin Clark (Solvang, 20 gennaio 1989) è un pallavolista statunitense.
Gioca nel ruolo di opposto nei Black Hawks Hyderabad.

## Biografia
Figlio di Candy e Glen Clark, nasce a Solvang, in California. Ha due fratelli di nome Ian e Sutton. Si diploma alla Santa Barbara High School nel 2007. In seguito studia sociologia alla University of California, Irvine. 

## Carriera

### Club
Carson Clark inizia a giocare a pallavolo nel 2003, con la maglia del Southern California, per proseguire con la Santa Barbara High School. Nel 2008 entra a far parte della squadra di pallavolo della UC Irvine, saltando tuttavia la prima stagione; gioca quindi nella NCAA Division I dal 2009 al 2012, vincendo il titolo NCAA prima nel suo rookie year e poi nel senior year, ricevendo anche il premio di Most Outstanding Player del torneo.
Nella stagione 2012-13 inizia la carriera professionistica nella Ligue A francese con la maglia del Montpellier. Nella stagione successiva firma poco dopo l'inizio del campionato col Łuczniczka Bydgoszcz, squadra della Polska Liga Siatkówki.
Nel campionato 2014-15 gioca nella Volley League greca con l'Olympiakos, vincendo la Coppa di Lega. Successivamente rinuncia alla possibilità di giocare all'estero, restando in collegiale con la sua nazionale fino al gennaio 2019, quando partecipa alla prima edizione della Pro Volleyball League indiana coi Black Hawks Hyderabad.

### Nazionale
Fa parte della nazionale statunitense under 19, vincendo la medaglia d'argento al campionato nordamericano 2006 e qualificandosi al campionato mondiale 2007. 
Nel 2010 debutta nella nazionale statunitense maggiore, vincendo la medaglia d'oro alla Coppa Panamericana, bissata in seguito nel 2012. Conquista poi l'oro al campionato nordamericano 2013, alla World League 2014 e al campionato nordamericano 2017.

## Palmarès

### Club
- NCAA Division I: 2

2009, 2012
- Coppa di Lega: 1

2014-15

### Nazionale (competizioni minori)
- Campionato nordamericano under 19 2006
- Coppa Panamericana 2010
- Coppa Panamericana 2012

### Premi individuali
- 2009 - All-America Second Team
- 2009 - NCAA Division I: Provo National All-Tournament Team
- 2010 - All-America First Team
- 2011 - All-America Second Team
- 2012 - All-America First Team
- 2012 - NCAA Division I: Los Angeles National MOP
- 2013 - Ligue A: Giocatore rivelazione